# Theodora Guntura
Theodora Guntura –en griego, Θεοδώρα Γκουντούρα– (Atenas, 14 de marzo de 1997) es una deportista griega que compite en esgrima, especialista en la modalidad de sable.
Ganó dos medallas de bronce en el Campeonato Mundial de Esgrima, en los años 2019 y 2023, y una medalla de bronce en el Campeonato Europeo de Esgrima de 2023. En los Juegos Europeos de Cracovia 2023 consiguió una medalla de bronce en la prueba individual.

## Palmarés internacional
| Campeonato Mundial | Campeonato Mundial | Campeonato Mundial | Campeonato Mundial |
| Año                | Lugar              | Medalla            | Prueba             |
| ------------------ | ------------------ | ------------------ | ------------------ |
| 2019               | Budapest (Hungría) | Medalla de bronce  | Sable individual   |
| 2023               | Milán (Italia)     | Medalla de bronce  | Sable individual   |
| Juegos Europeos    |                    |                    |                    |
| Año                | Lugar              | Medalla            | Prueba             |
| 2023               | Cracovia (Polonia) | Medalla de bronce  | Sable individual   |
| Campeonato Europeo |                    |                    |                    |
| Año                | Lugar              | Medalla            | Prueba             |
| 2023               | Plovdiv (Bulgaria) | Medalla de bronce  | Sable individual   |